# Binz

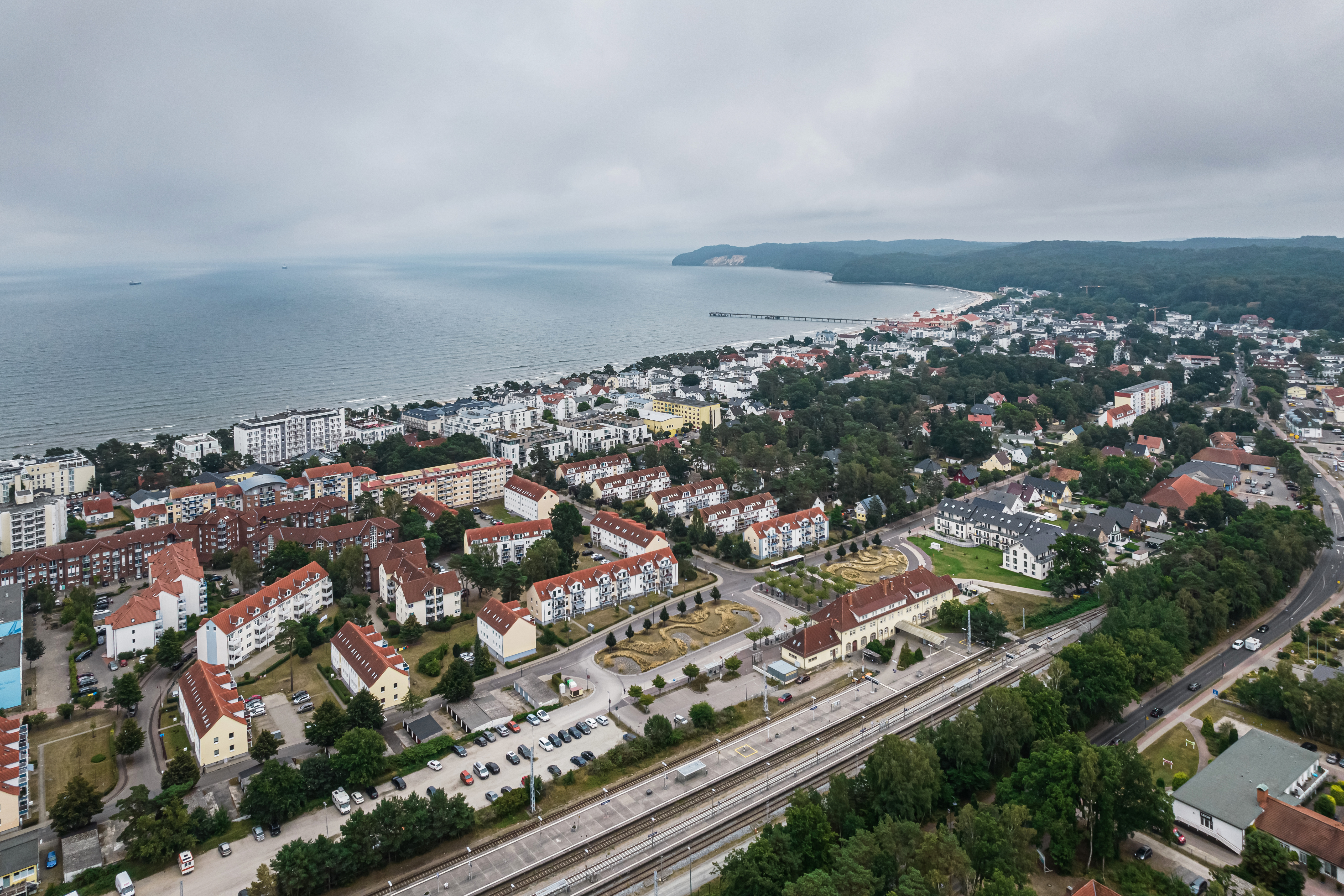
Luftaufnahme, 2022

Binz ist das größte Seebad auf der Insel Rügen. Die amtsfreie Gemeinde gehört zum Landkreis Vorpommern-Rügen in Mecklenburg-Vorpommern. Sie führt den Namen Binz und die dem Namen vorangestellte Bezeichnung Ostseebad. Binz bildet für seine Umgebung ein Grundzentrum.
Das Seebad ist als Urlaubsort für seine Kultur- und Veranstaltungsvielfalt, prächtige Bäderarchitektur, das Jagdschloss Granitz, den „Koloss von Prora“, den feinen Sandstrand und die umgebende Natur bekannt, die auch im Naturerbe-Zentrum Rügen dokumentiert und erlebbar gemacht wird.

## Geographie

### Geographische Lage
Binz liegt an der Ostküste der Insel Rügen zwischen der Bucht Prorer Wiek und dem Schmachter See. Nördlich von Binz erstreckt sich die Schmale Heide, eine Landzunge, die das Muttland Rügens mit der Halbinsel Jasmund verbindet. Östlich und südlich der Gemeinde ist das Gebiet hügelig, im Südosten werden in der Granitz Höhen knapp über 100 m ü. NHN erreicht.

### Gemeindegliederung
Die Gemeinde Ostseebad Binz besteht aus den Ortsteilen Binz, Jagdschloss Granitz und Prora.

### Nachbargemeinden
Nachbargemeinden von Binz sind (von Norden beginnend) Sassnitz, Bergen, Zirkow, Lancken-Granitz und Sellin.

## Geschichte

### Fischer- und Bauerndorf
1318 wurde der Ort erstmals als „Byntze“ in einer Steuererhebung der Grafschaft Streu erwähnt. Siedlungskern war die heutige mittlere Bahnhofstraße und die Rabenstraße, daneben existierten die Einzelgehöfte Granitz-Hof und Aalbeck. Kirchdorf und Zentrum des Kirchspiels war Zirkow.
Eine erste Andeutung der späteren Bedeutung als Ostseebad ergab sich bereits um 1830, als Gäste des Fürsten zu Putbus an der Mündung der Ahlbeck (Abfluss des Schmachter Sees) badeten. 1835 wurde eine einklassige Schule eingerichtet. Um 1850 durften Binzer Bauern das bis dahin vom Fürsten zu Putbus gepachtete Land kaufen.
Der Ort war bis 1326 Teil des Fürstentums Rügen und danach des Herzogtums Pommern. Mit dem Westfälischen Frieden von 1648 wurde Rügen und somit auch der Ort Binz ein Teil von Schwedisch-Pommern. Im Jahr 1815 kam Binz als Teil von Neuvorpommern zur preußischen Provinz Pommern. Ab 1818 gehörte Binz zum dortigen Landkreis Rügen.

### Entwicklung zum Ostseebad

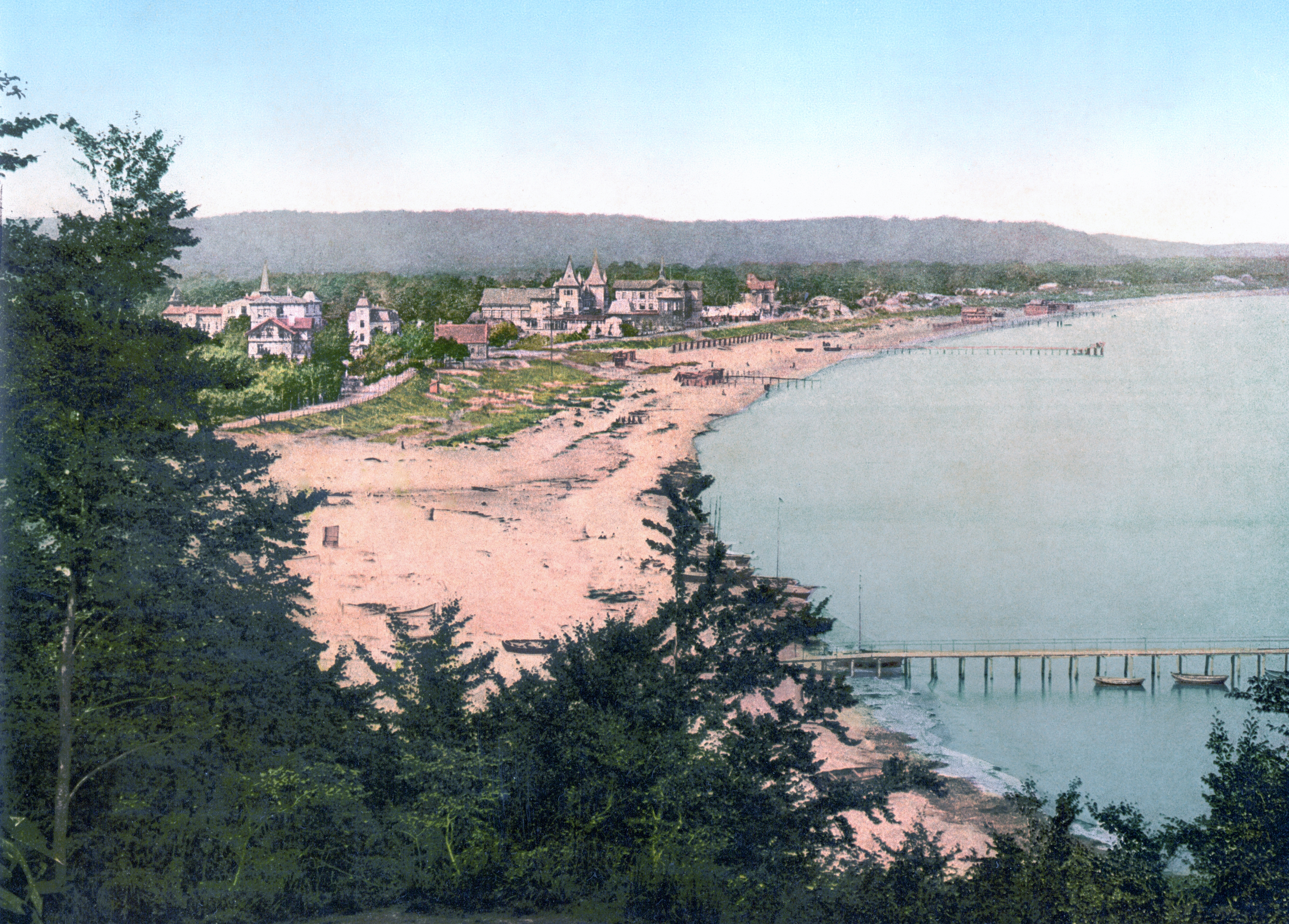
Strand um 1900

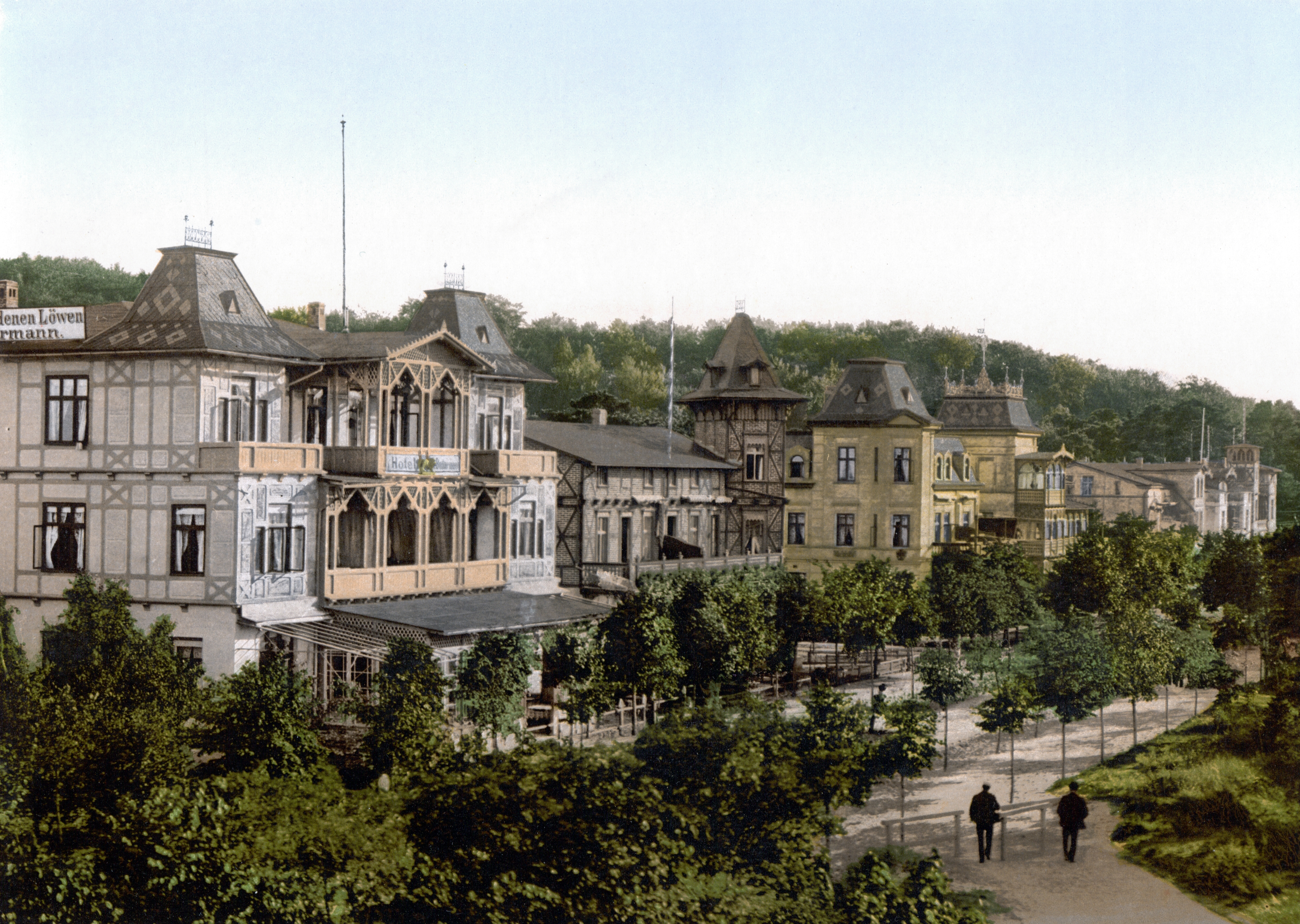
Wilhelmstraße um 1900

Um das Jahr 1875 kam das Baden im Meer in Mode. Die ersten Gäste kamen in den kleinen Ort Binz, fanden Gefallen an ihm, empfahlen ihn weiter. Im gleichen Jahr entstand die erste Verbindungsstraße vom Dorf zum Strand (Putbuser Straße). Zehn Jahre später wurde Binz offiziell Seebad, was zur Folge hatte, dass stark gebaut wurde: die Strandpromenade, die Seebrücke, das Kurhaus, ein neues Wegenetz und der Kleinbahnanschluss. Um 1870 wurden 80 Badegäste im Jahr gezählt. In Binz und in anderen Badeorten an der Ostseeküste entstanden Ende des 19. Jahrhunderts keine großen Hotels, sondern Logierhäuser im Villenstil der sogenannten Bäderarchitektur. Sie erhielten vom Zeitgeist geprägte Namen: nationalistische wie „Germania“ oder Namen von Familienangehörigen – oft der Vorname der Frau des Erbauers. 1876 wurde das erste Hotel gebaut. 1880 ließ Wilhelm Klünder das Strandhotel als erstes Hotel in Strandnähe errichten. 1888 wurde die Aktiengesellschaft Ostseebad Binz gegründet, die 1890 das erste Kurhaus Binz eröffnete und 1891 in Konkurs ging.
1892 erlangte Binz die Stellung einer selbstständigen Landgemeinde. Ab 1896 verbanden Schiffe der Stettiner Reederei Braeunlich die Orte Stettin-Binz-Sassnitz miteinander. Es folgte eine rege Bautätigkeit. 1893 wurden das erste Kurhaus und der Kaiserhof gebaut. 1895 folgte der Bau der Kleinbahnstrecke Putbus-Binz und die Anlage der Strandpromenade, 1898 schließlich der Bau der ersten Post (Haus Kliesow, Hauptstraße). Am Strand wurden getrennte Damen- und Herrenbäder angelegt. Im Jahr 1902 wurde eine 600 Meter lange Seebrücke erbaut. Weitere Infrastrukturmaßnahmen waren die Trinkwasserversorgung und Kanalisation (1903) und der Bau eines Elektrizitätswerkes (Jasmunder Straße).
Zwei Rückschläge waren die Zerstörung der Seebrücke durch einen Sturm in der Neujahrsnacht 1905 und der Brand des Kurhauses 1906. Nach dem Wiederaufbau der Seebrücke wurde 1908 auch ein neues Kurhaus erbaut. Zugleich entstand ein Familienbad. 1912 stürzte ein Brückenteil der Seebrücke ein, wobei 16 Menschen, darunter zwei Kinder ums Leben kamen. Daraufhin wurde 1913 in Leipzig die DLRG gegründet.
1913 wurde die evangelische Kirche eingeweiht und 1928 das neue Postgebäude in der Zeppelinstraße fertiggestellt. Nach und nach verschwanden die am Strand errichteten Badeanstalten. 1922 wurde das Herrenbad, 1932 als Letztes das Familienbad abgerissen.

### Nationalsozialismus
Im Jahr 1937 begannen die umfangreichen Arbeiten in Prora am KdF-Seebad Rügen, das zum größten und modernsten Seebad Europas ausgebaut werden sollte. Im gleichen Jahr wurde der Kurplatz neu angelegt. 1938 wurde das Bahnhofsgebäude Binz (heute DB) erbaut, 1939 erfolgte die Eröffnung der Bahnstrecke Lietzow–Binz.
Durch Eisgang wurde 1942 die Seebrücke wieder zerstört. Nach dem Zweiten Weltkrieg im Jahr 1945 wurden in Hotels, Pensionen und Villen Heimatvertriebene und Umsiedler untergebracht.

### DDR
Im Jahr 1945 wurde der Landkreis Rügen und damit auch Binz in das Land Mecklenburg der sowjetischen Besatzungszone eingegliedert und gehörte dort zum Kreis Rügen. Mit der DDR-Gebietsreform 1952 wurde Binz Teil des neu entstandenen Kreises Putbus, der 1955 wieder aufgelöst wurde. Seitdem gehörte Binz zum Kreis Rügen im Bezirk Rostock.
1950 wurde Binz Bad der SDAG Wismut. Die unterbrochenen Arbeiten an den Gebäuden des KdF-Bades werden nach 1950 fortgesetzt, um Kasernen für die Volkspolizei zu schaffen, die später durch die Nationale Volksarmee genutzt wurden.
1952 wurde die Bahnstrecke Lietzow–Binz wieder in Betrieb genommen.
Im Jahr 1953 fand auch in Binz die „Aktion Rose“ statt. Besitzer von Hotels, Pensionen und Häusern wurden willkürlich kriminalisiert, verhaftet und enteignet. Der FDGB übernahm 1956 mit dem Seeschloß das erste Ferienheim in Binz. Ab 1972 wurden für den FDGB noch weitere Ferienheime (z. B. Haus Arkona, Haus Rügen, Haus Rugard) errichtet. Es entstand nördlich des bisherigen Ortes ein Wohngebiet in Plattenbauweise, welches das gewachsene Ortsbild beeinträchtigt. Die Ahlbeck, die das Wasser des Schmachter Sees in die Ostsee abführt, wurde in den 1950er Jahren verrohrt. Die „Mündung“ der Rohrstrecke befindet sich am Binzer Strand und ist heute mit einem Hinweisschild versehen. Von 1970 bis 1985 entstand ein großes Wohngebiet West mit 736 Wohnungen in Plattenbauweise.
1985 fand in Binz das 1. Bildhauer-Pleinair der Ostseeländer mit dem Motto „Mensch und Meer“ statt.

### Zeit ab 1990

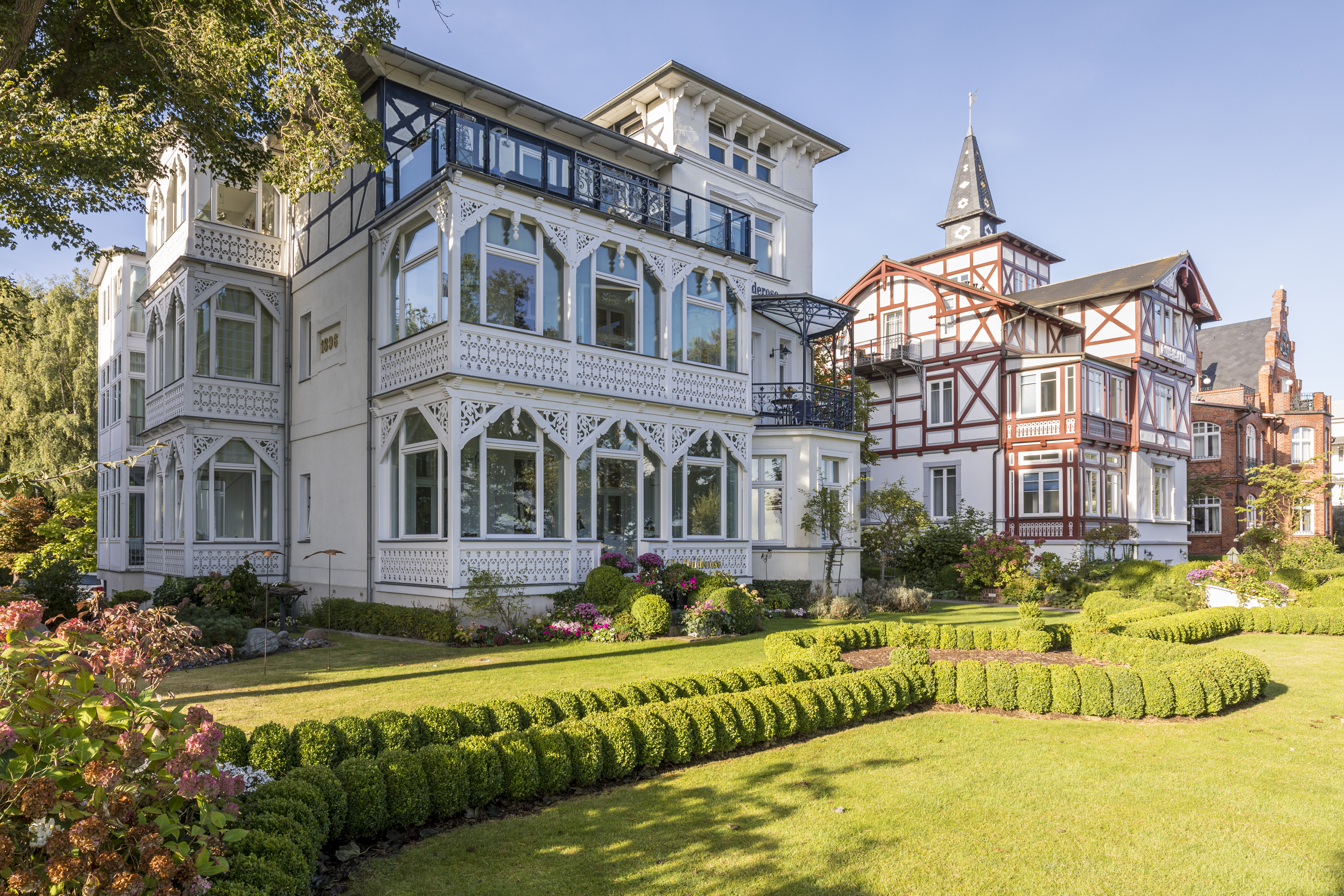
Bäderarchitektur an der Strandpromenade Binz

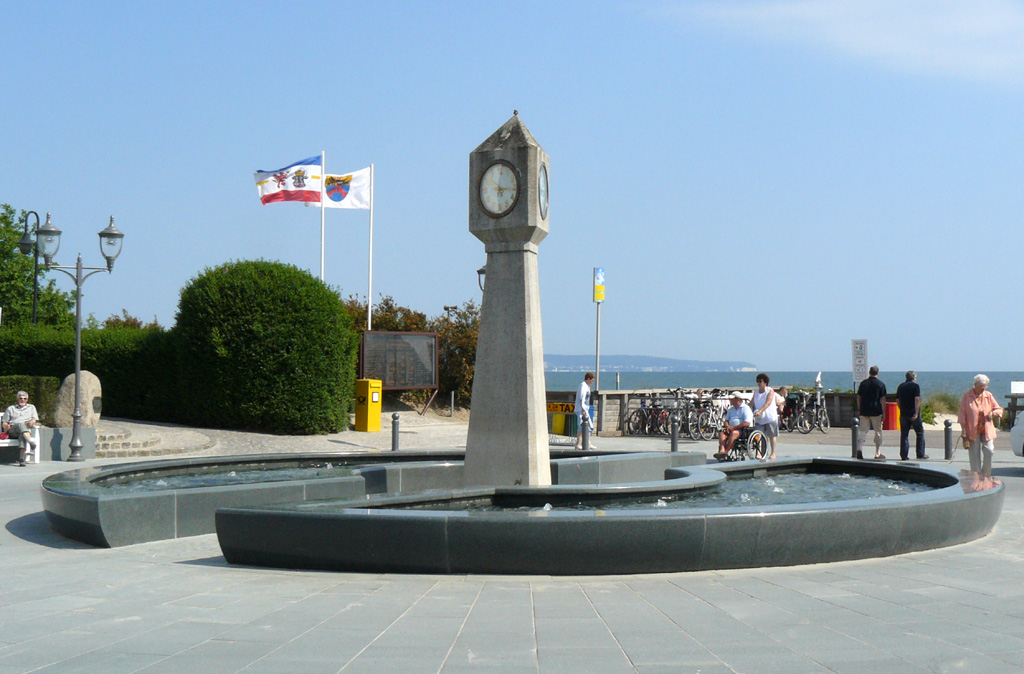
Wendepunkt mit Brunnen und Normaluhr am Ende der Hauptstraße

1990 wurde der Kreis Rügen Teil des Landes Mecklenburg-Vorpommern. Seit der Kreisgebietsreform 2011 liegt Binz im Landkreis Vorpommern-Rügen.
Mit dem gesellschaftlichen Wandel nach dem Ende der DDR und der deutschen Wiedervereinigung ergaben sich auch für Binz deutliche Veränderungen. Viele der alten Villen an der Strandpromenade und im gesamten Ort wurden an die früheren Eigentümer zurückübertragen. Es setzte eine Welle von Sanierungen, Rekonstruktionen und Neubauten ein. Auch die ehemaligen Ferienheime des FDGB wurden privatisiert und völlig modernisiert. Daneben entstanden zahlreiche neue Gebäude, sowohl an der Peripherie als auch im Ortszentrum. Die Straßen und Bürgersteige wurden umfangreich instand gesetzt, die Strandpromenade in Richtung Prora verlängert. Der Kurplatz erhielt eine neue Gestaltung.
1990 wurde der Fremdenverkehrsverein Binz e. V. gegründet, 1994 die neue, 370 Meter lange, Seebrücke eingeweiht, die die 1942 zerstörte Brücke ersetzt.
In der Jasmunder Straße wurde 1998 das neue Gebäude der Gemeindeverwaltung eingeweiht. Im Jahr 2000 wurde das Haus des Gastes und 2002 der Kurpark Binz eröffnet. 2003 konnten die Promenade am Schmachter See und der Park der Sinne eröffnet werden. Seit Mai 2007 erstrahlen nun auch die komplette Hauptstraße und der prunkvolle Wendeplatz in neuem Glanz.

## Bevölkerung
| Jahr | Einwohner |
| ---- | --------- |
| 1990 | 6778      |
| 1995 | 6169      |
| 2000 | 5552      |
| 2005 | 5451      |
| 2010 | 5407      |
| 2015 | 5365      |

| Jahr | Einwohner |
| ---- | --------- |
| 2020 | 5488      |
| 2021 | 5413      |
| 2022 | 5545      |
| 2023 | 5590      |

 Stand: 31. Dezember des jeweiligen Jahres

## Politik

### Gemeindevertretung
Die Gemeindevertretung der Gemeinde Ostseebad Binz besteht aus 16 Mitgliedern. Die Kommunalwahl am 9. Juni 2024 führte bei einer Wahlbeteiligung von 56,7 % zu folgendem Ergebnis:
| Partei / Wählergruppe               | Stimmenanteil 2019 | Sitze 2019 |  | Stimmenanteil 2024 | Sitze 2024 |
| ----------------------------------- | ------------------ | ---------- |  | ------------------ | ---------- |
| CDU                                 | 16,8 %             | 3          |  | 25,8 %             | 4          |
| Bürger für Binz (BfB)               | 26,6 %             | 5          |  | 25,2 %             | 4          |
| SPD                                 | 15,2 %             | 3          |  | 16,0 %             | 3          |
| AfD                                 | 07,2 %             | 1          |  | 12,8 %             | 1          |
| Aus der MITTE                       | 25,6 %             | 4          |  | 07,9 %             | 1          |
| Lebenswerte Zukunft Binz (LZB)      | –                  | –          |  | 06,1 %             | 1          |
| Bündnis 90/Die Grünen               | –                  | –          |  | 03,5 %             | 1          |
| Bürger für konservative Werte (BkW) | –                  | –          |  | 02,7 %             | 1          |
| Die Linke                           | 08,5 %             | 1          |  | –                  | –          |
| Insgesamt                           | 100 %              | 17         |  | 100 %              | 16         |

Bei der Wahl 2024 entfielen auf die AfD zwei Sitze. Da sie nur einen Kandidaten aufgestellt hatte, bleibt in der Gemeindevertretung ein Sitz unbesetzt.

### Bürgermeister

Logo des Eigenbetriebs Kurverwaltung

- bis 2011: Horst Schaumann (parteilos)
- seit 2011: Karsten Schneider (parteilos)

Schneider wurde in der Bürgermeisterwahl am 27. Mai 2018 mit 66,9 % der gültigen Stimmen für eine weitere Amtszeit von sieben Jahren gewählt.

### Wappen
Das Wappen wurde am 25. Januar 1928 von der Gemeinde angenommen und unter der Nr. 79 der Wappenrolle von Mecklenburg-Vorpommern registriert.
Blasonierung: „In Gold zwei erniedrigte schwarze Wellenbalken; auf dem oberen schwimmt ein roter Kahn, aus dem ein rot gekrönter, gezungter und bewehrter, doppelgeschweifter schwarzer Löwe wächst.“

### Flagge
Die Flagge besteht aus gelbem Tuch, das in der Mitte mit den Figuren des Gemeindewappens belegt ist. Die Figuren des Wappens nehmen sieben Neuntel der Flaggenhöhe und die Hälfte der Flaggenlänge ein.
Die Länge des Flaggentuchs verhält sich zur Höhe wie 5 zu 3.

### Partnerschaften
Die Gemeinde Binz unterhält Partnerschaften mit Białogard in Polen und Cuxhaven in Deutschland.

## Sehenswürdigkeiten und Kultur

### Bauwerke

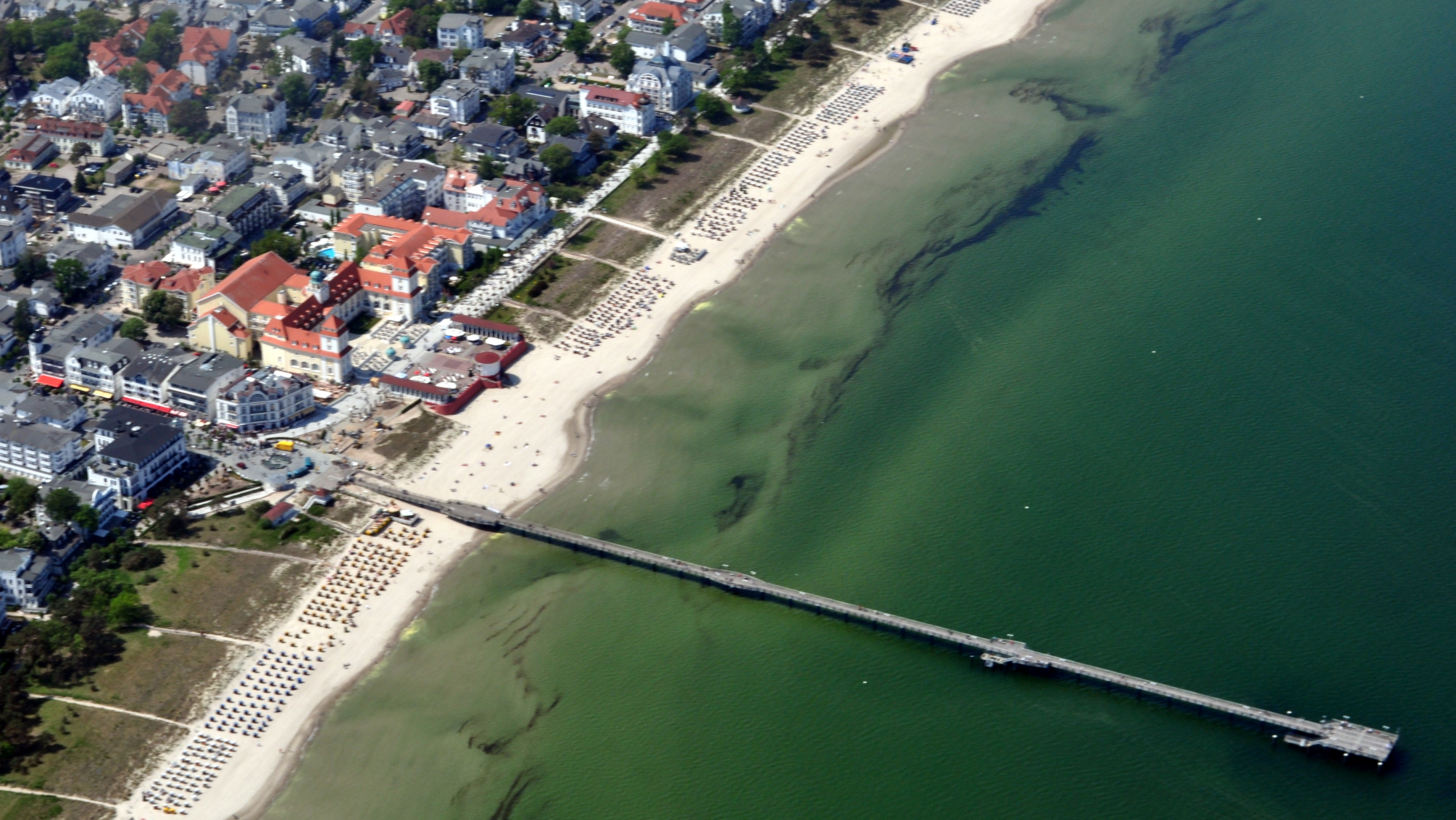
Seebrücke

- Jagdschloss Granitz von 1846 und Granitzhaus von 1901
- Bäderarchitektur im ganzen Ort
- Neugotische evangelische Dorfkirche Binz von 1913
- Katholische Kirche Stella Maris
- Museum Ostseebad Binz, Bahnhofstraße 54
- Strandpromenade
- Kurhaus Binz von 1908
- Seebrücke Binz von 1994 mit einer Länge von 370 Metern
- Rettungsstation[10] von Ulrich Müther, 1981 errichtet, heute vom Standesamt Binz genutzt
- Promenade am Schmachter See, 2003 neu gestaltet
- Kurpark Park der Sinne am Schmachter See

Prora
- Ehemalige KdF- und spätere Kasernenanlage Prora, 1935/1939 nach Plänen von Clemens Klotz begonnen, 1950/56 im Kernstück als Kasernengroßbau vollendet, fünf Kilometer nördlich von Binz, wurde nie komplett fertiggestellt. Sie gilt als längstes Gebäude der Welt.
- Naturerbe-Zentrum Rügen mit Aussichtsturm „Adlerhorst“, der einen Rundblick über Rügen auf 82 m Höhe bietet

### Strand

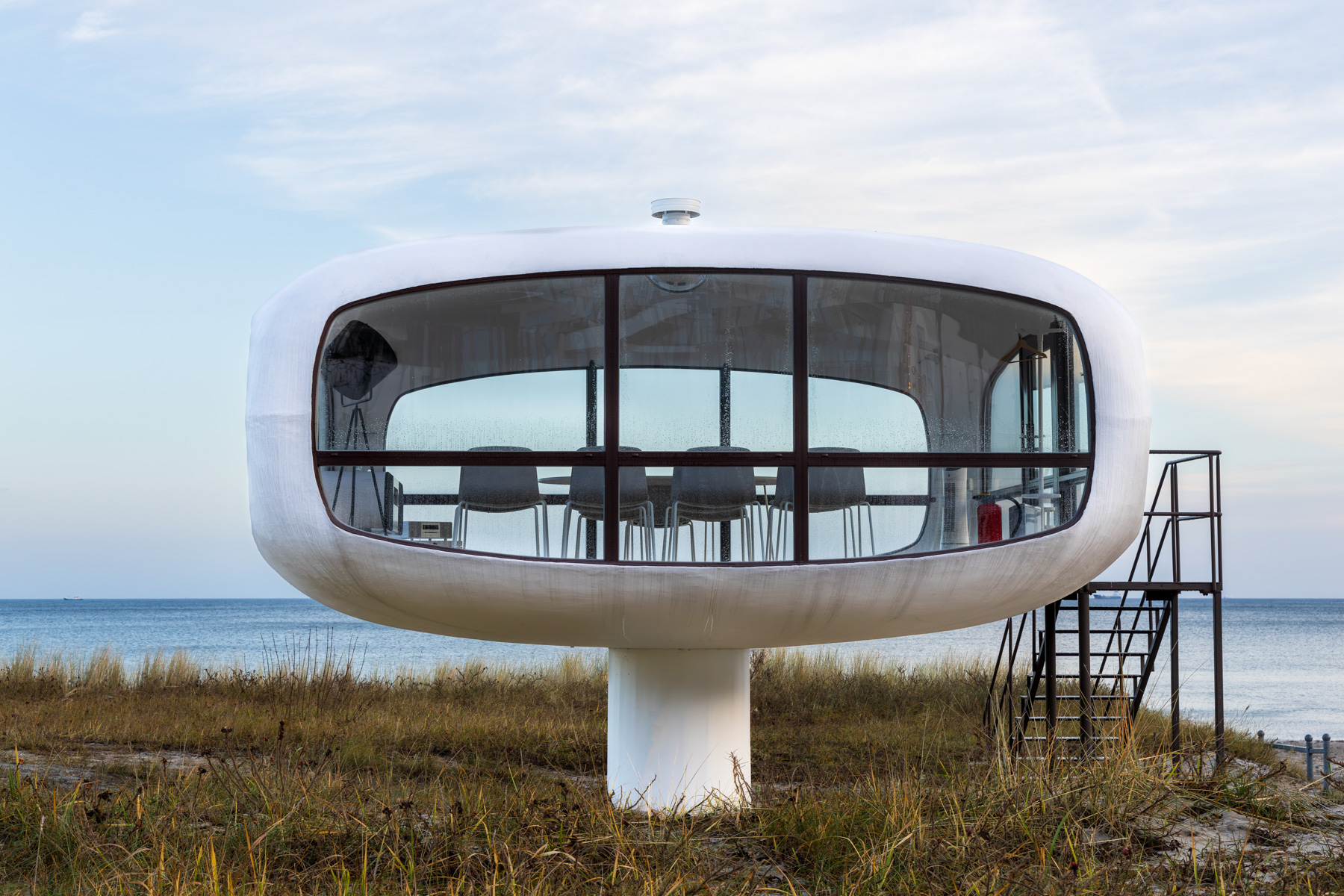
Rettungsstation und Standesamt

Der feinsandige Binzer Strand ist etwa fünf Kilometer lang und bis zu 50 Meter breit. Parallel zum Strand verläuft die Strandpromenade mit Gastronomie und Hotels. Der Strand geht in Richtung Süden in einen schmaleren und etwas steinigen Naturstrand über.

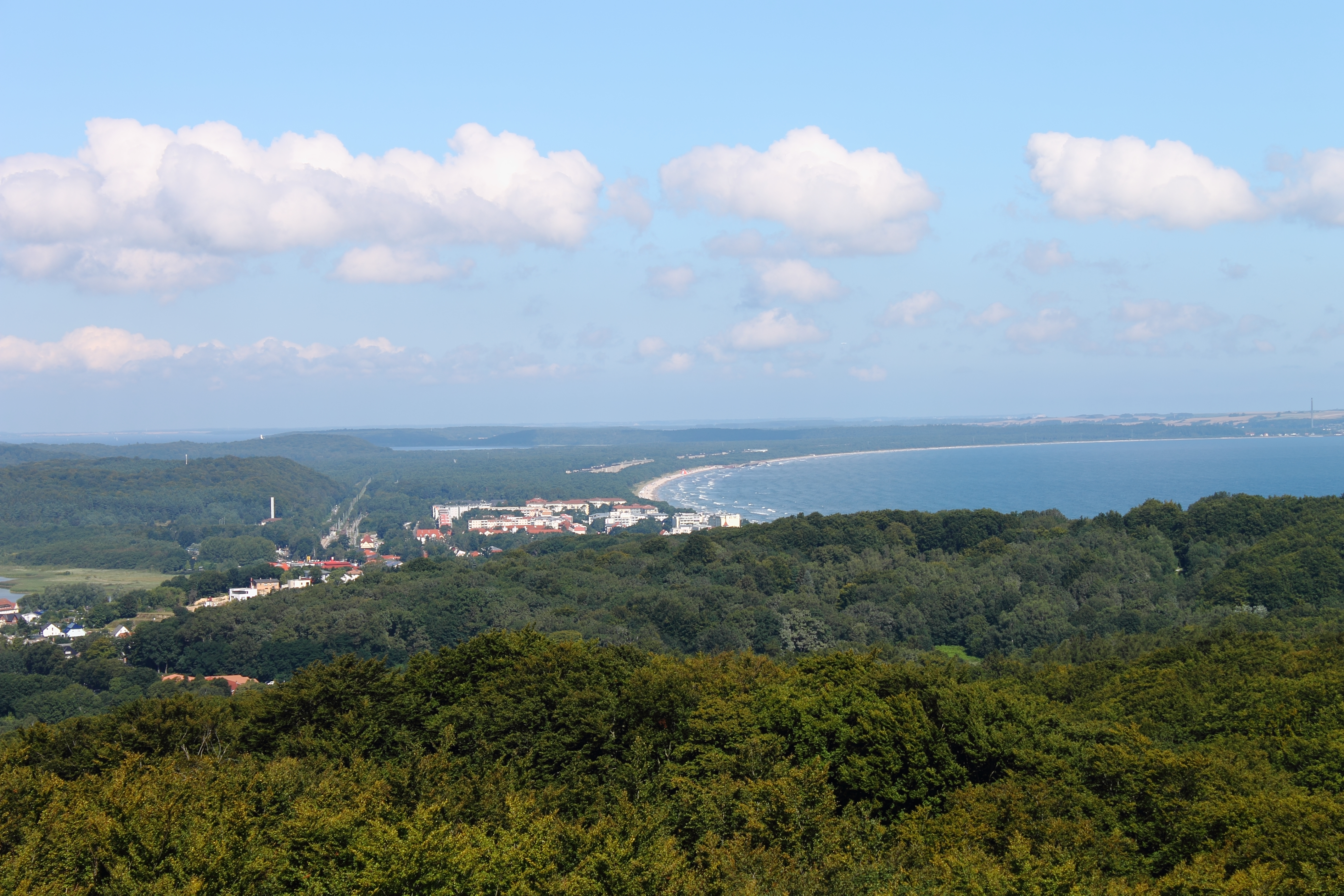
Prorer Wiek

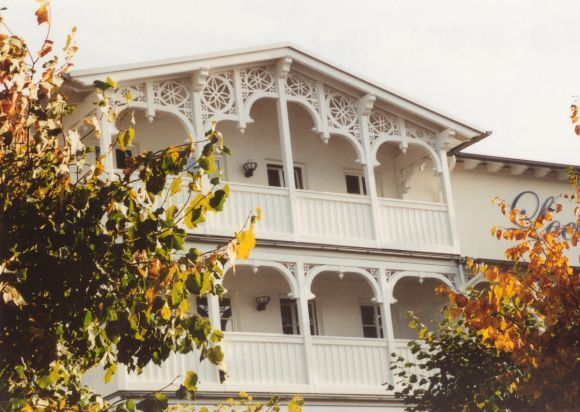
Bäderarchitektur

### Regelmäßige Veranstaltungen
- Bäderlauf (Laufwettbewerb)
- Beachcup (Landesmeisterschaft Mecklenburg-Vorpommern im Beachvolleyball)
- Blue-Wave-Festival, Bluesmusik-Open-Air- und Indoor-Festival[11]
- Binzer Schlossfest am Jagdschloss Granitz mit Mittelaltermarkt
- KulturSommer
- Offene Senioren-Schachmeisterschaft[12]
- Rügenclassics (Oldtimer-Rallye)
- Rügen Rund (Radmarathon)
- Sandskulpturen-Festival
- Traditionelles Anbaden
- Wanderfrühling
- Weinfest
- Woche der Bäderarchitektur[13]
- Weihnachtsmarkt

## Wirtschaft und Infrastruktur

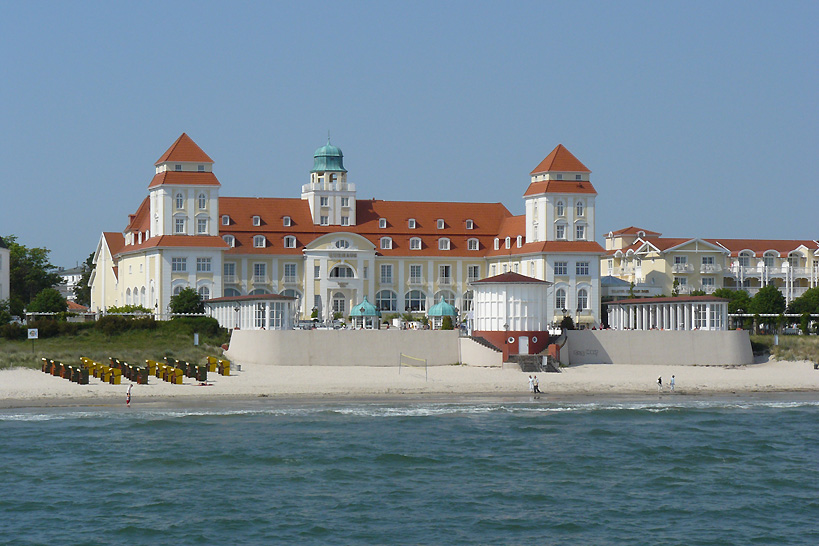
Kurhaus

### Unternehmen
Die Binzer Wirtschaft ist vornehmlich auf den Tourismus ausgerichtet. Im Ort befinden sich zahlreiche Hotels, Gasthäuser und Restaurants.

### Verkehr

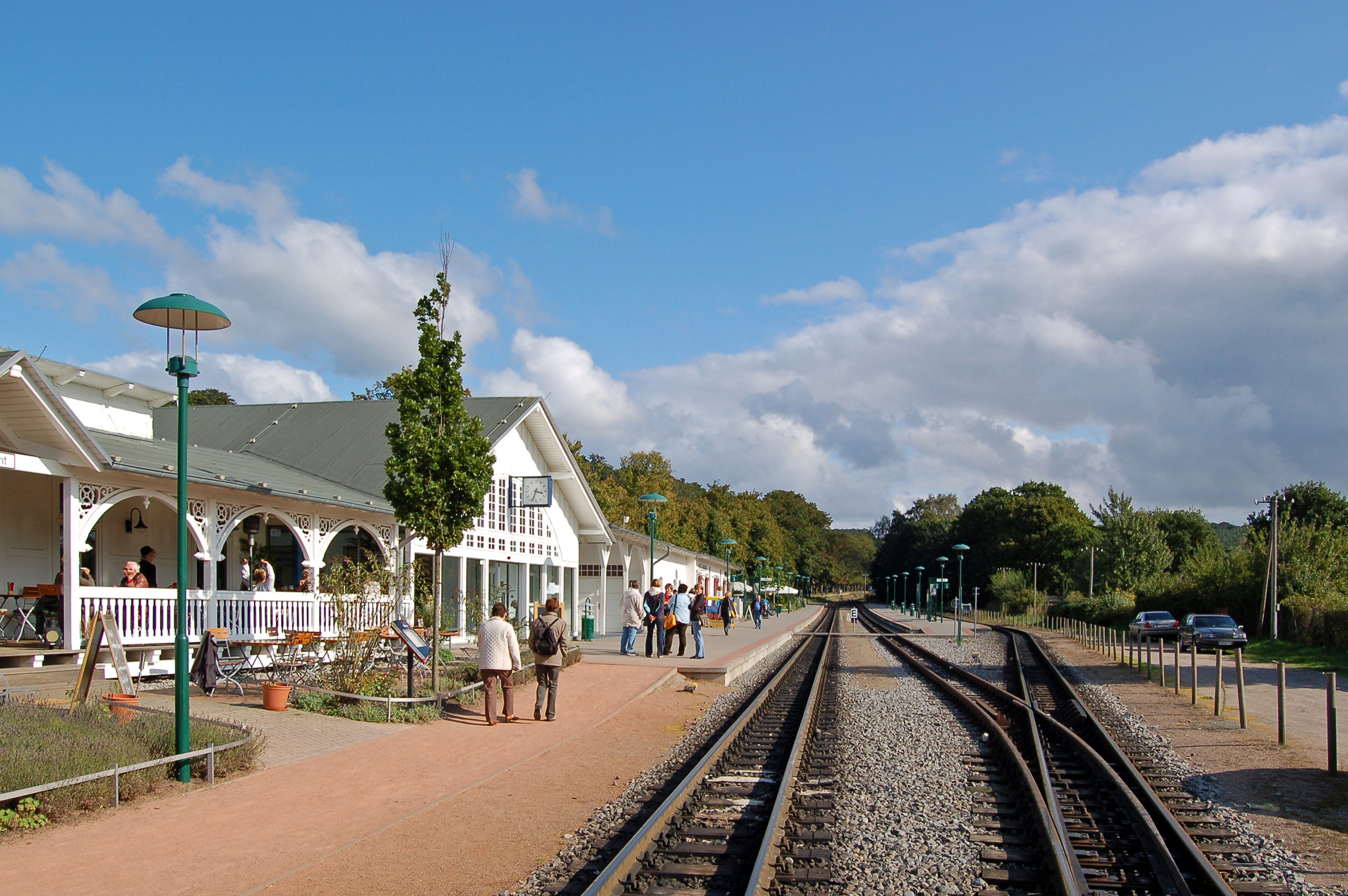
Schmalspurbahnhof Binz LB

Binz liegt an der Landesstraße L 29 zwischen Sassnitz und Putbus.
Der Bahnhof Ostseebad Binz im Zentrum der Stadt ist Endpunkt der Bahnstrecke Lietzow–Ostseebad Binz, einer Zweigstrecke der  Bahnstrecke Stralsund–Sassnitz; er ist Endstation von ICE- und InterCity-Zügen der Deutschen Bahn. Stündlich verkehren Regionalzüge der Regional-Express-Linie RE9 nach Stralsund mit weiteren Halten in Prora und Prora-Ost.
Ein zweiter Bahnhof Binz LB (LB=Landesbahn) liegt im Westen der Stadt an der Rügenschen Kleinbahn („Rasender Roland“) von Putbus nach Göhren (Rügen). Sie führt südlich weiter über Sellin und Baabe.
Im Nahverkehr wird Binz über die Buslinien der Verkehrsgesellschaft Vorpommern-Rügen (VVR) z. B. nach Sassnitz, Bergen und Göhren angebunden. Während des ganzen Jahres verkehren die Busse hier mindestens stündlich auf den Strecken Königsstuhl–Sassnitz–Binz–Göhren–Klein Zicker und Sassnitz–Binz–Bergen. In Richtung Göhren verkehren die Busse im Sommerhalbjahr morgens und nachmittags alle 15 Minuten, abends bis Mitternacht. Am DB-Bahnhof Binz sind die Buslinien mit dem Bahnverkehr verknüpft.
Die sogenannte Binzer Bäderbahn, deren Benutzung mit der Kurkarte kostenlos ist, erschließt als Ringlinie den Ort.

### Wander- und Radwege
Das Seebad ist ein viel genutzter Ausgangspunkt für Küstentouren und Waldwanderungen durch die Granitz. Von der Seebrücke aus kann auf einem Uferweg über Ufersicht Waldhalle nach Sellin gewandert werden, inseleinwärts führt ein Waldweg zum Jagdschloss Granitz. Sehr beliebt ist der Strandspaziergang nach Prora.
Die Gemeinde ist an den Ostseeküsten-Radweg (EV10) angeschlossen, der nicht nur nach Stralsund, sondern als europäischer EuroVelo-Weg auch um die ganze Ostsee führt.

### Bildung
Binz hat eine Grundschule für die Klassen 1–4 sowie die Regionale Schule Ostseebad Binz für die Klassen 5–10, eine gebundene Ganztagsschule; zudem gibt es zwei Kindertagesstätten. Binz besitzt auch eine kleine Bibliothek.

### Sport

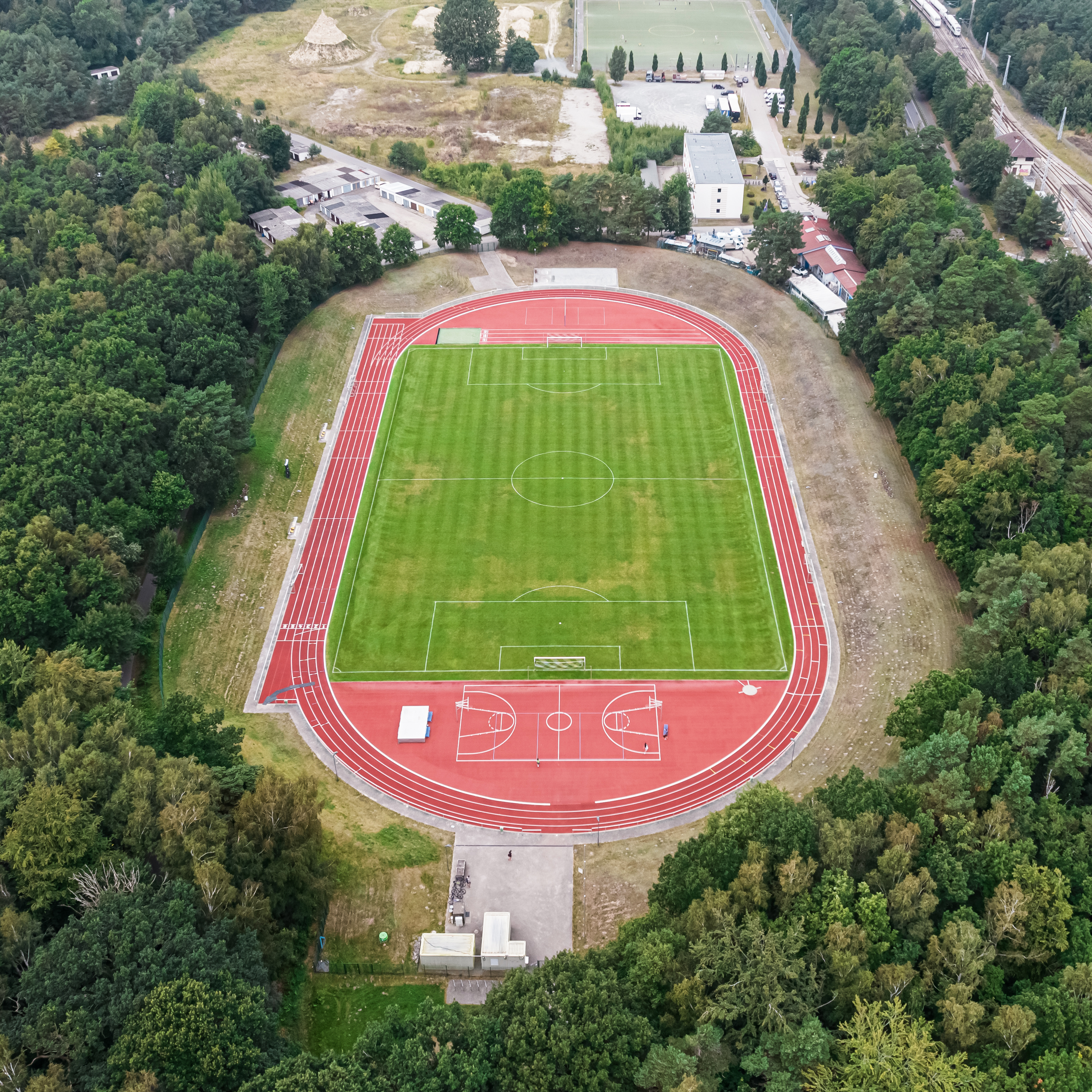
Stadion der Einheit

Der ansässige Sportverein 1. FC Binz spielt im Stadion der Einheit. Zu der Sportstätte mit Leichtathletikanlage gehört zudem ein Kunstrasenplatz.
In Binz gibt es drei Sporthallen:
- Sporthalle Küstenkinder (IV)
- Sporthalle II
- Sporthalle III

## Persönlichkeiten

### Söhne und Töchter der Gemeinde
- Franziska Dassow (um 1870–nach 1902), Theaterschauspielerin
- Adalbert Bela Kaba-Klein (1895–1962), Investor des Binzer Kurhauses (mit Abraham Lemo, Armin und Eugen Reichard), Stolperstein vor dem Kurhaus
- Ulrich Müther (1934–2007), Bauingenieur
- Sylvia Zacharias (1944–2022), Journalistin
- Monika Schaal (* 1945), Politikerin (SPD)
- Gudrun Schnirch (* 1945), Politikerin (CDU)
- Peter-Michael Diestel (* 1952), Politiker (DSU, CDU), in Prora geboren
- Gesine Skrzepski (* 1955), Politikerin (CDU)
- Burkhard Lenz (* 1958), Politiker (CDU), Mitglied des Landtags von Mecklenburg-Vorpommern

### Personen mit Bezug zum Ort
- Victor von Koerber (1851–1918), Landrat, lebte in Binz
- Karl von Riepenhausen (1852–1929), Politiker, lebte in Binz
- Otto Spalding (1863–1945), Architekt des Kurhauses Binz
- Wolfgang Schnur (1944–2016), Politiker (DA), zwischen 1973 und 1978 in Binz als Rechtsanwalt tätig.
- Thomas Wilhelm (* 1984), Leichtathlet, in Binz aufgewachsen